# 防呆

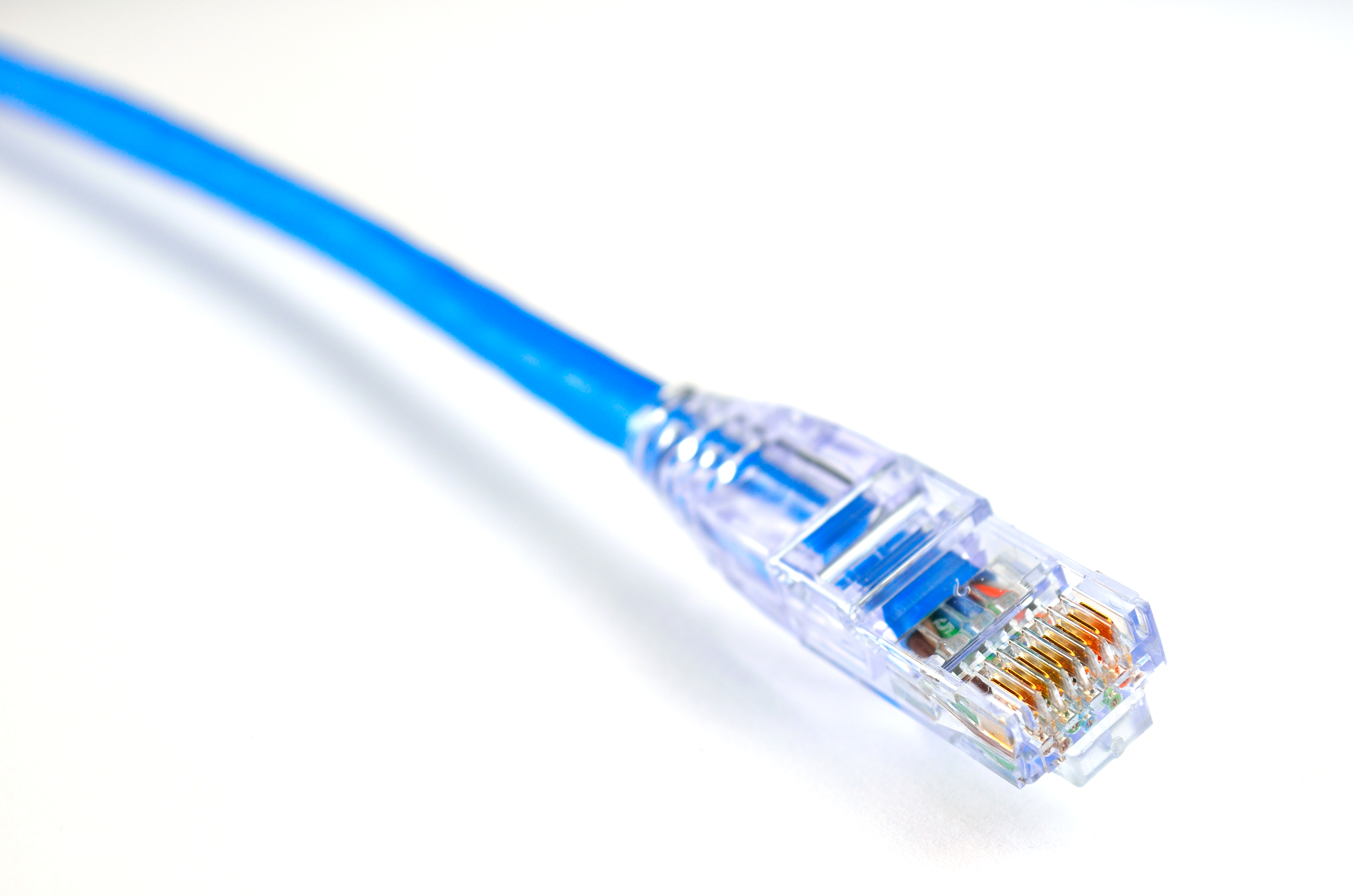
「錯誤校對」實例：以太網路電纜插頭被設計成僅能在一個方向才可插入。

防呆（日语： poka yoke），又称错误校对，是一種預防矯正的行為約束手段，運用防止錯誤发生的限制方法，讓操作者不需要花費注意力、也不需要經驗與專業知識，凭借直覺即可准确無誤地完成的操作，在許多場景下可以提升效率和使用體驗，也防止損壞更換的成本，因此優良的產品中防呆設計極為基礎而普遍。

## 語源
防呆是一個源自於日本圍棋與日本將棋的術語，後來運用在工業管理上，基本概念應用在日本豐田汽車的生產方式，由新鄉重夫提出，之後隨著工業品質管理的推展，傳播至全世界成為產品設計廣泛採用的基本必備技巧。
防呆的日語為「 poka yoke」，原本是「 baka yoke」，意思是「預防傻子」，後來改成了「 poka yoke」。
「 poka yoke」則是借鑒了「 poka o yokeru」，是一個日本將棋的術語，意思是防止錯招（日语： poka）。所以「 poka yoke」就是指預防錯誤，英語取其音譯為「poka-yoke」，意譯則為「mistake-proofing」，中文譯為防呆、錯誤校對法或愚巧法。

## 用途
許多事情一旦作業量增加，事務變得繁忙，超過一般人可以正常注意並應變的情況下就會發生錯誤，甚至發生危險造成生命財產的損失。
為了預防錯誤與危險便可將防呆機制應用在相關的任何事情，包括職場的機械操作、一般生活的產品使用，甚至文書處理。有些情形可以透過警告裝置提醒操作者作必要的因應處理，即時矯正，避免損失。讓具備專業知識以及充份經驗的人，甚至外行人都能輕鬆直覺的操作同時不會出錯與步入險境。
然而有些情形下危險無法完全避免，如車禍，但仍可設計減少損傷的裝置，是失效安全的一種。

## 原則與範例
- 斷根：將發生錯誤的原因排除，比如：折斷錄音帶上方再錄孔的塑膠片，即可防止再錄音。
- 保險：共同或依序執行兩個以上的動作完成工作，比如：共同或按照一定顺序使用2支鑰匙開保險箱；需要同时按下两个按钮启动，以避免手扶工件等违规操作；自排變速箱車輛在P檔或N檔檔位才能發動引擎，腳踩煞車踏板才能排入D檔，以避免車輛暴衝。
- 自動：運用各種物理學（如：光學、電學、力學）、化學與機械結構學原理自動化執行或不執行，比如：水塔的浮球上昇至一定高度自動切斷給水。實際的應用除了浮力外還有秤重裝置、光線感應、計時器、單向裝置、保險絲、溫度計、壓力計、計數器等等。

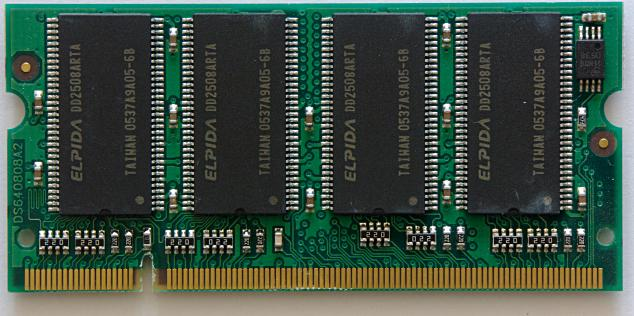
電腦記憶體模組的防呆設計──凹洞。

- 相符：利用形狀、數學公式、發音、數量檢測，如設計特定形狀的連接線接頭、檢查帳號號碼。電腦相關零組件大都有形狀相符的防呆設計，像記憶體模組上的凹洞衹有唯一正確的方向安裝才能相符插入（如右圖）。
  - 某些用户可能会无视防呆设计，强行反向插入连接器，这可能造成机械或电气上的损害。俗称“防呆不防傻”、“大力出悲剧（戏仿大力出奇迹）”。
- 順序：將流程編號依序執行，如模型製作的操作說明書以編號表示零件以及組合程序。
- 隔離：透過區域分隔保護某些區域，避免危險或錯誤，常見如：將藥品置放高處以免兒童誤食；一些重要的按鈕加上保護蓋以避免誤觸。
- 複製：利用複製來方便核對，例如：統一發票的複寫列印、刷信用卡的拓印及命令複誦核對。
- 標示：運用線條粗細形狀或顏色區別以方便識別，如用粗線框表示填寫位置，虛線表示剪下位置，紅色表示緊急，綠色表示通行等。
- 警告：將不正常情形透過顏色、燈光、聲音警告，即時修正錯誤，例如：油表、各種警告燈及聲音。
- 緩和：利用各種方法減免錯誤發生的傷害，如：緩衝包裝隔層、座位安全帶、防墜安全帶、安全帽[2]。

## 延伸阅读
- Shingo, Shigeo. Zero quality control: source inspection and the poka-yoke system. trans. A.P. Dillion. Portland, Oregon: Productivity Press.1985.
- Nikkan Kogyo Shimbun, Ltd.: Poka-Yoke: Improving Product Quality By Preventing Defects Productivity Press, 1987 (Japanese), 1988 (English), ISBN 0-915299-31-3.
- Hinckley, C.M. and Barkan, P. 1995. The role of variation, mistakes, and complexity in producing nonconformities. Journal of Quality Technology 27(3):242-249.

## 外部連結
- 防呆法介紹 （页面存档备份，存于） - 6σ品質網
- Mistake-Proofing Example Wiki
- Mistake-Proofing - Fool-Proofing - Failsafing Archive.today的存檔，存档日期2013-04-11